# Liste des cantons du Pas-de-Calais

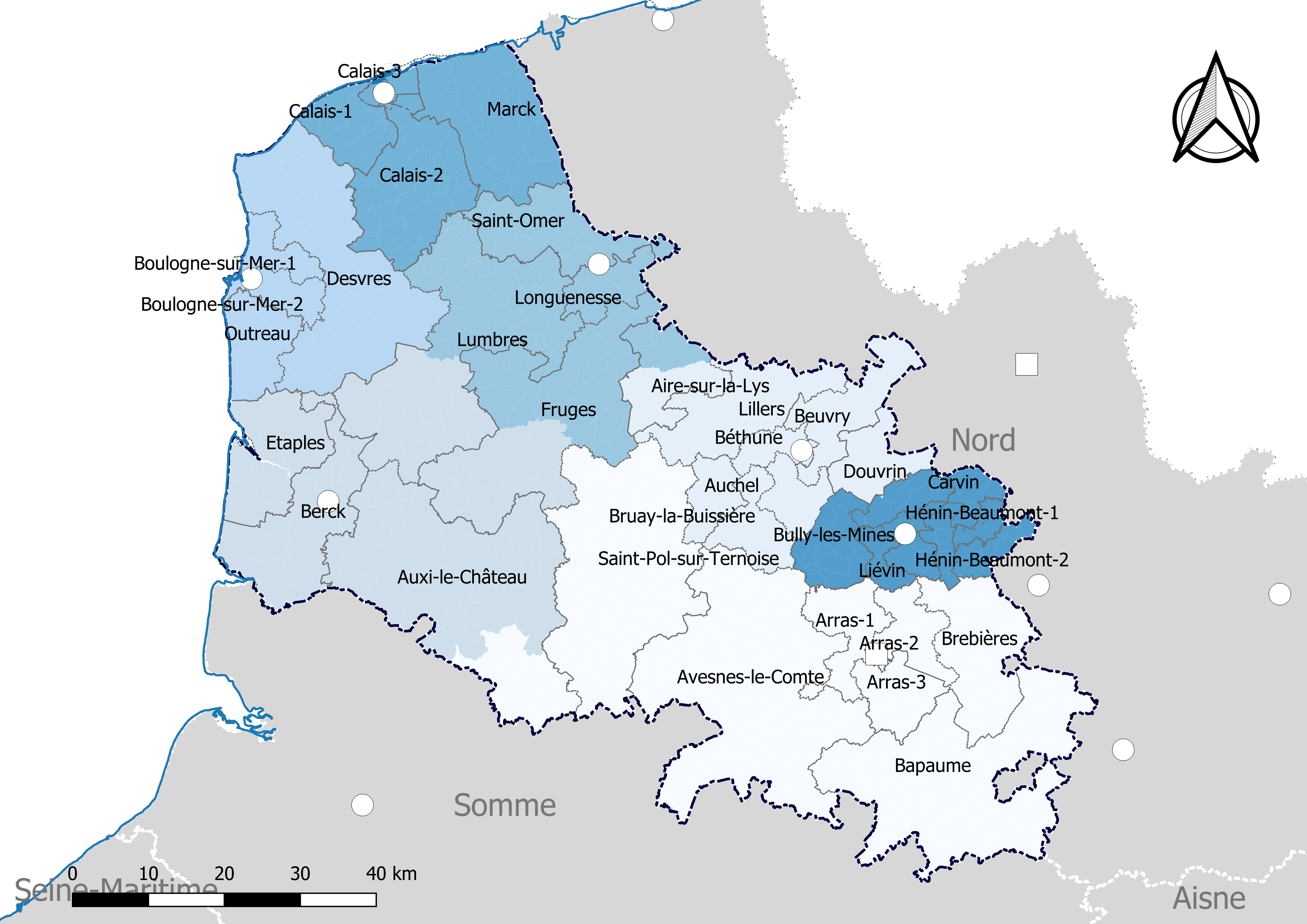
Découpage cantonal du département du Pas-de-Calais, avec en surimpression les arrondissements (en nuances de bleu) - Carte arrêtée au 1er janvier 2019.

Le département du Pas-de-Calais compte 39 cantons depuis le redécoupage cantonal de 2014.

## Cantons du département après 2015
Les 893 communes du Pas-de-Calais sont réparties en 39 cantons et regroupés en 7 arrondissements : 
- Arrondissement d’Arras (8 cantons - 358 communes) : Arras-1, Arras-2, Arras-3, Auxi-le-Château, Avesnes-le-Comte, Bapaume, Brebières et Saint-Pol-sur-Ternoise

- Arrondissement de Béthune (8 cantons - 100 communes) : Aire-sur-la-Lys, Auchel, Béthune, Beuvry, Bruay-la-Buissière, Douvrin, Lillers et Nœux-les-Mines

- Arrondissement de Boulogne-sur-Mer (4 cantons - 75 communes) : Boulogne-sur-Mer 1, Boulogne-sur-Mer 2, Desvres et Outreau

- Arrondissement de Calais (4 cantons - 28 communes) : Calais-1, Calais-2, Calais-3 et Marck

- Arrondissement de Lens (9 cantons - 43 communes) : Avion, Bully-les-Mines, Carvin, Harnes, Hénin-Beaumont 1, Hénin-Beaumont 2, Lens, Liévin, Nœux-les-Mines et Wingles

- Arrondissement de Montreuil (5 cantons - 164 communes) : Auxi-le-Château, Berck (Montreuil), Étaples, Fruges et Lumbres

- Arrondissement de Saint-Omer (7 cantons - 116 communes) : Aire-sur-la-Lys, Calais-2, Fruges, Longuenesse, Lumbres, Marck et Saint-Omer

## Historique des cantons du Pas-de-Calais (1790-2014)

### Création et réforme des premiers cantons (1790-1868)
"La loi du 22 décembre 1789 reprise par la constitution de 1791, divise le royaume (la République en septembre 1792), en communes, cantons, districts et départements. En juin 1793, la Convention supprime le canton. Il est rétabli par la constitution du 26 octobre 1795, instituant le Directoire".
Jusqu'en 1795, les cantons ne sont qu'une circonscription électorale, et un ressort judiciaire élémentaire, celui de la justice de paix. La constitution du 5 fructidor an III (22 août 1795), qui supprime par ailleurs les districts, crée une municipalité dans chaque canton, formée de représentants de toutes les communes du canton. Du 1er vendémiaire an VII (22 septembre 1798) au 28 pluviôse an VIII (17 février 1800), en vertu de la loi du 13 fructidor an VI (30 août 1798), les mariages furent célébrés au chef-lieu de canton, et non plus dans la commune.
Lors de leur création en 1790, les cantons étaient bien plus nombreux qu'aujourd'hui (entre 40 et 60 selon les départements). Leur nombre fut réduit notablement (entre 30 et 50) par la loi du 8 pluviôse an IX (28 janvier 1801) intitulée « loi portant réduction du nombre de justices de paix ». Les premiers préfets nommés par le gouvernement furent sommés d’établir dans leur département la répartition des communes dans chaque canton nouvellement établi. Ces listes départementales, une fois approuvées par le gouvernement, furent publiées au Bulletin des Lois dans les années 1801-1802 et constituent la base de la division administrative de la France en cantons qui est encore en place à ce jour.
Le Pas-de-Calais comportait 85 cantons en 1790. Il n'en subsiste que 43 après la loi du 8 pluviôse, entraînant la disparition d'environ la moitié des cantons du département.

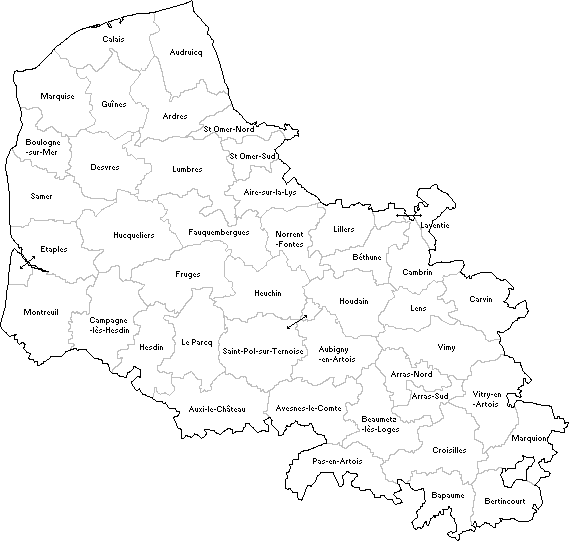
Carte du découpage cantonal de 1801

### Trois nouveaux cantons répondant aux évolutions démographiques (1868-1904)
De 1801 à 1904, peu de modifications sont apportées à la carte cantonale du Pas-de-Calais. Seuls trois changements sont intervenus, devenus nécessaires du fait de la sous-représentation démographique de trois cantons:
- En 1868, le canton de Boulogne-sur-Mer est scindé en deux (canton de Boulogne-sur-Mer-Nord et canton de Boulogne-sur-Mer-Sud).
- En 1887, le canton de Calais est scindé en deux (canton de Calais-Nord-Ouest et canton de Calais-Sud-Est).
- En 1904, le canton de Lens est scindé en deux (canton de Lens et canton de Liévin).

En 1904, le Pas-de-Calais comprend 46 cantons.

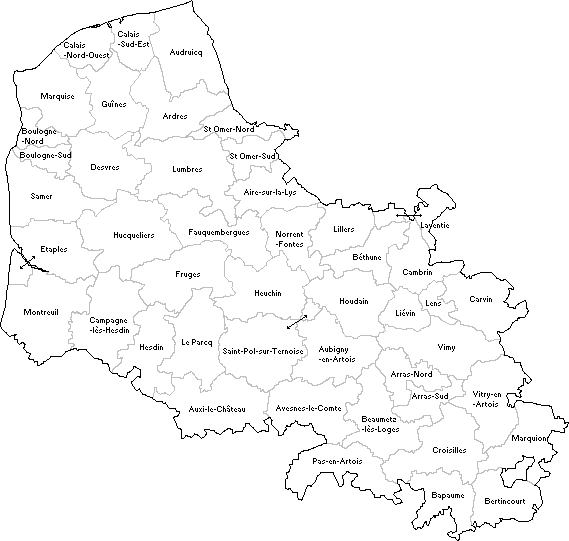
Carte du découpage cantonal de 1904

### 1962: du changement dans le bassin minier
À la suite du détachement de l'arrondissement de Lens de l'arrondissement de Béthune en 1962, cinq cantons sont créés à la même occasion pour pallier la sous-représentativité de ce territoire.
Alors que l'arrondissement de Lens ne comportait que quatre cantons, le décret no 62-5 du 10 janvier 1962 portant modification de circonscriptions cantonales et créant de nouveaux cantons vient doter le département de cinq nouveaux cantons.
Ce décret modifie significativement les cantons de Carvin, Houdain, Lens et Liévin. Sont alors créés :
- Le canton de Carvin comprenant les communes de Carvin, Libercourt, Oignies et Courrières.
- Le canton d'Hénin-Liétard comprenant les communes d'Hénin-Liétard, Noyelles-Godault, Courcelles-lès-Lens, Évin-Malmaison, Leforest, Montigny-en-Gohelle et Dourges.
- Le canton de Lens-Est comprenant la partie est du territoire de la ville de Lens et les communes de Sallaumines, Billy-Montigny et Noyelles-sous-Lens.
- Le canton de Lens-Nord-Est comprenant la partie nord-est du territoire de la ville de Lens et les communes d'Annay-sous-Lens, Harnes, Loison-sous-Lens, Fouquières-lez-Lens, Estevelles et Pont-à-Vendin.
- Le canton de Lens-Nord-Ouest comprenant la partie nord-ouest du territoire de la ville de Lens et les communes de Hulluch, Meurchin, Bénifontaine, Vendin-le-Vieil, Wingles et Loos-en-Gohelle.
- Le canton de Liévin-Nord comprenant la partie nord-est du territoire de la ville de Liévin et les communes d'Angres, Mazingarbe, Grenay et Nœux-les-Mines.
- Le canton de Liévin-Nord-Ouest comprenant la partie nord-ouest du territoire de la ville de Liévin et les communes de Bully-les-Mines, Aix-Noulette, Bouvigny-Boyeffles, Hersin-Coupigny, Sains-en-Gohelle, Servins et Gouy-en-Gohelle.
- Le canton de Bruay-en-Artois comprenant les communes de Bruay-en-Artois, Labuissière, Gosnay, Hesdigneul-lès-Béthune, Haillicourt, Ruitz, Vaudricourt, Drouvin-le-Marais, Houchin et Barlin.
- Le canton d'Houdain comprenant les communes d'Houdain, Marles-les-Mines, Calonne-Ricouart, Camblain-Châtelain, Ourton, Divion, Beugin, Ranchicourt, Rebreuve-sous-les-Monts, Hermin, Gauchin-le-Gal, Caucourt, Estrée-Cauchy, Fresnicourt-le-Dolmen et Maisnil-d'Houdain.

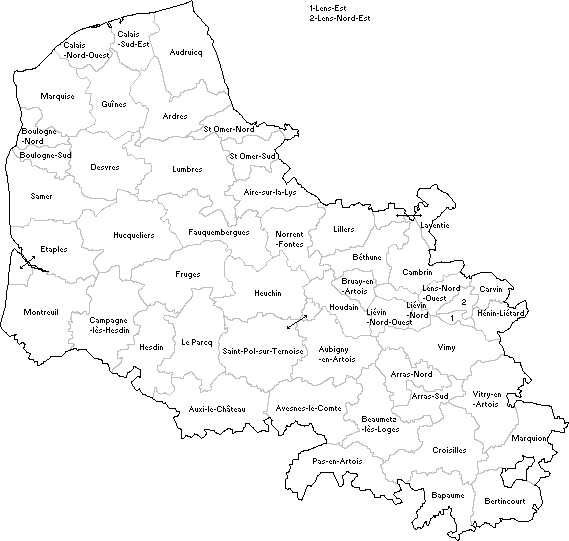
Carte du découpage cantonal de 1962

### 1973: l'utilité de la création de six nouveaux cantons urbains
Les cantons urbains étant sous-représentés au sein de l'assemblée départementale, le décret no 73-818 du 16 août 1973 portant création de cantons dans le département du Pas-de-Calais vient modifier la carte cantonale en vigueur et apporte des modifications à certains cantons. Six nouveaux cantons sont créés par division de cantons ayant une démographie devenue trop importante :
- Le Canton de Béthune est divisé en deux cantons dénommés et délimités comme suit :
  - Le canton de Béthune-Nord comprenant la partie nord du territoire de la ville de Béthune et les communes d'Annezin, Essars, Hinges, La Couture, Locon, Oblinghem, Vendin et Vieille-Chapelle.
  - Le canton de Béthune-Sud comprenant la partie sud du territoire de la ville de Béthune et les communes d'Allouagne, Chocques, Fouquereuil, Fouquière, Labeuvrière, Lapugnoy, Verquigneul et Verquin.
- Le canton de Calais-Sud-Est est divisé en deux cantons dénommés et délimités comme suit :
  - Le canton de Calais-Est comprenant la partie est du territoire de la ville de Calais et la commune de Marck.
  - Le canton de Calais-Centre comprenant la partie centre du territoire de la ville de Calais et les communes des Attaques et Coulogne.
- Le canton de Lens-Nord-Est est divisé en deux cantons dénommés et délimités comme suit :
  - Le canton de Lens-Nord-Est comprenant la portion de la ville de Lens incluse dans l'ancien Canton de Lens-Nord-Est et les communes d'Annay-sous-Lens et Loison-sous-Lens.
  - Le canton d'Harnes comprenant les communes d'Estevelles, Fouquières-lez-Lens, Harnes et Pont-à-Vendin.
- Le canton d'Hénin-Liétard devenu canton d'Hénin-Beaumont en 1971[4] est divisé en deux cantons dénommés et délimités comme suit :
  - Le canton d'Hénin-Beaumont comprenant les communes d'Hénin-Beaumont et Montigny-en-Gohelle.
  - Le canton de Leforest comprenant les communes de Courcelles-lès-Lens, Dourges, Évin-Malmaison, Leforest et Noyelles-Godault.
- Le canton de Vimy est divisé en deux cantons dénommés et délimités comme suit :
  - Le canton de Vimy comprenant les communes d'Ablain-Saint-Nazaire, Acheville, Arleux-en-Gohelle, Bailleul-Sir-Berthoult, Bois-Bernard, Carency, Farbus, Fresnoy-en-Gohelle, Gavrelle, Givenchy-en-Gohelle, Izel-lès-Équerchin, Neuville-Saint-Vaast, Neuvireuil, Oppy, Quiéry-la-Motte, Souchez, Thélus, Villers-au-Bois, Vimy et Willerval.
  - Le canton d'Avion comprenant les communes d'Avion, Drocourt, Méricourt et Rouvroy.
- La commune de Nœux-les-Mines dépendant du canton de Liévin-Nord est rattachée au canton de Cambrin qui est divisé en deux cantons dénommés et délimités comme suit :
  - Le canton de Cambrin comprenant les communes d'Annequin, Auchy-les-Mines, Billy-Berclau, Cambrin, Cuinchy, Douvrin, Festubert, Givenchy-lès-la-Bassée, Haisnes, Noyelles-lès-Vermelles, Richebourg, Vermelles et Violaines.
  - Le canton de Nœux-les-Mines comprenant les communes de Beuvry, Labourse, Nœux-les-Mines et Sailly-Labourse.

De plus, étant donné que la commune de Nœux-les-Mines a été détachée du canton de Liévin-Nord, un rééquilibrage démographique s'est imposé. Il s'est traduit par le rattachement de la commune d'Éleu-dit-Leauwette au canton de Liévin-Nord, celle-ci dépendant auparavant de l'ancien canton de Vimy désormais modifié.

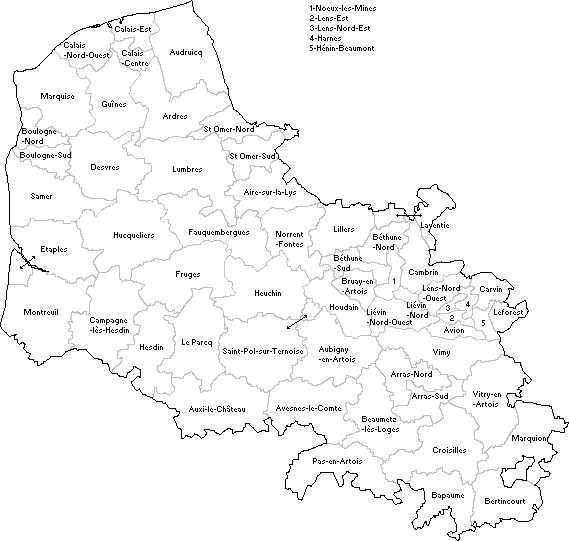
Carte du découpage cantonal de 1973

### 1982: quatre nouveaux cantons urbains
Neuf ans après la dernière modification de la carte cantonale, le décret no 82-35 du 15 janvier 1982 portant création et modification de cantons dans le département du Pas-de-Calais (Arras, Liévin, Samer, Carvin) vient diviser lesdits cantons afin de porter à 61 le nombre de cantons dans l'ensemble du département. Les modifications apportées sont les suivantes :
- Le canton d'Arras-Sud est divisé en deux cantons dénommés et délimités comme suit :
  - Le canton d'Arras-Ouest comprenant la portion ouest du territoire de la ville d'Arras.
  - Le canton d'Arras-Sud comprenant la portion sud du territoire de la ville d'Arras et les communes d'Achicourt, Agny, Beaurains, Fampoux, Feuchy, Neuville-Vitasse, Tilloy-lès-Mofflaines et Wailly.
- Le canton de Liévin, reformé en 1975, est divisé en deux cantons dénommés et délimités comme suit :
  - Le canton de Liévin-Nord comprenant la portion nord du territoire de la ville de Liévin et les communes de Grenay et Mazingarbe.
  - Le canton de Liévin-Sud comprenant la portion sud du territoire de la ville de Liévin et les communes d'Angres et Éleu-dit-Leauwette.
- Le canton de Samer est divisé en deux cantons dénommés et délimités comme suit :
  - Le canton de Samer comprenant les communes de Carly, Condette, Dannes, Doudeauville, Halinghen, Hesdigneul-lès-Boulogne, Hesdin-l'Abbé, Isques, Lacres, Nesles, Neufchâtel-Hardelot, Questrecques, Saint-Étienne-au-Mont, Saint-Léonard, Samer, Tingry, Verlincthun et Wierre-au-Bois
  - Le canton d'Outreau comprenant les communes du Portel, Équihen-Plage et Outreau.
- Le canton de Carvin est divisé en deux cantons dénommés et délimités comme suit :
  - Le canton de Carvin comprenant les communes de Libercourt et Carvin.
  - Le canton de Courrières comprenant les communes d'Oignies et Courrières.

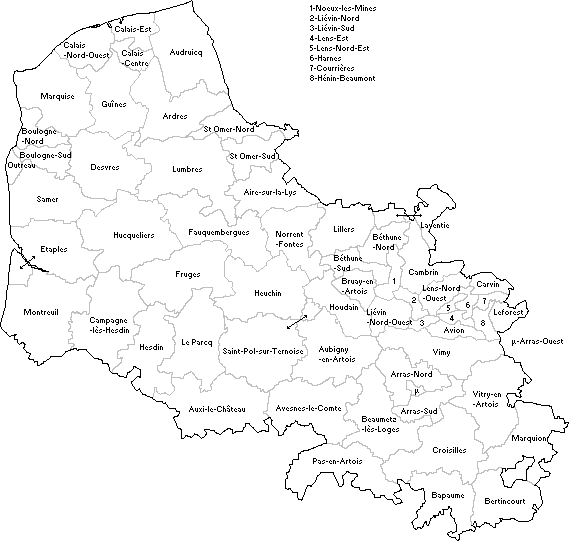
Carte du découpage cantonal de 1982

### 1984: des changements dans tout le département
Alors que la dernière modification de la carte cantonale n'a été faite que deux ans auparavant, de nouvelles modifications sont apportées en 1984. En effet, le décret no 84-1236 du 24 décembre 1984 portant modification et création de cantons dans le département du Pas-de-Calais vient agréger au département sept nouveaux cantons. Les modifications intervenues sont les suivantes :
- Le canton d'Avion est divisé en deux cantons dénommés et délimités comme suit :
  - Le canton d'Avion comprenant la portion ouest du territoire de la commune de Méricourt et la commune d'Avion.
  - Le canton de Rouvroy comprenant la portion est du territoire de la commune de Méricourt et les communes de Drocourt et Rouvroy.
- Le canton de Norrent-Fontes est divisé en deux cantons dénommés et délimités comme suit :
  - Le canton de Norrent-Fontes comprenant les communes d'Auchy-au-Bois, Blessy, Bourecq, Estrée-Blanche, Ham-en-Artois, Isbergues, Lambres, Liettres, Ligny-lès-Aire, Linghem, Mazinghem, Norrent-Fontes, Quernes, Rely, Rombly, Saint-Hilaire-Cottes, Westrehem et Witternesse.
  - Le canton d'Auchel comprenant les communes d'Ames, Amettes, Auchel, Burbure, Cauchy-à-la-Tour, Ecquedecques, Ferfay, Lespesses, Lières et Lozinghem.
- Le canton de Boulogne-sur-Mer-Nord est divisé en deux cantons dénommés et délimités comme suit :
  - Le canton de Boulogne-sur-Mer-Nord-Ouest comprenant la portion nord-ouest du territoire de la commune de Boulogne-sur-Mer et la commune de Wimereux.
  - Le canton de Boulogne-sur-Mer-Nord-Est comprenant la portion nord-est du territoire de la commune de Boulogne-sur-Mer et les communes de Conteville-lès-Boulogne, Pernes-lès-Boulogne, Pittefaux et Wimille.
- Le canton de Lens-Nord-Ouest est divisé en deux cantons dénommés et délimités comme suit :
  - Le canton de Lens-Nord-Ouest comprenant la partie nord-ouest du territoire de la ville de Lens et la commune de Loos-en-Gohelle.
  - Le canton de Wingles comprenant les communes de Bénifontaine, Hulluch, Meurchin, Vendin-le-Vieil et Wingles.
- Le canton de Saint-Omer-Sud est divisé en deux cantons dénommés et délimités comme suit :
  - Le canton de Saint-Omer-Sud comprenant la portion sud-ouest du territoire de la commune de Saint-Omer et les communes de Longuenesse, Tatinghem et Wizernes.
  - Le canton d'Arques comprenant la portion sud-est du territoire de la commune de Saint-Omer et les communes d'Arques, Blendecques, Campagne-lès-Wardrecques et Helfaut.
- Le canton de Bruay-en-Artois est divisé en deux cantons dénommés et délimités comme suit :
  - Le canton de Bruay-en-Artois comprenant la portion nord du territoire de la commune de Bruay-en-Artois.
  - Le canton de Barlin comprenant les communes de Barlin, Drouvin-le-Marais, Gosnay, Haillicourt, Hesdigneul-lès-Béthune, Houchin, Ruitz et Vaudricourt.
- Les trois cantons de la commune de Calais (canton de Calais-Est, canton de Calais-Centre et canton de Calais-Nord-Ouest) sont supprimés et remplacés par 4 cantons dont les nouvelles délimitations sont les suivantes :
  - Le canton de Calais-Est comprenant la portion nord-est du territoire de la commune de Calais et la commune de Marck.
  - Le canton de Calais-Sud-Est comprenant la portion sud-est du territoire de la commune de Calais.
  - Le canton de Calais-Centre comprenant la portion sud du territoire de la commune de Calais et les communes de Coulogne et Les Attaques.
  - Le canton de Calais-Nord-Ouest comprenant la portion ouest du territoire de la commune de Calais et les communes de Bonningues-lès-Calais, Coquelles, Escalles, Fréthun, Nielles-lès-Calais, Peuplingues, Saint-Tricat et Sangatte.

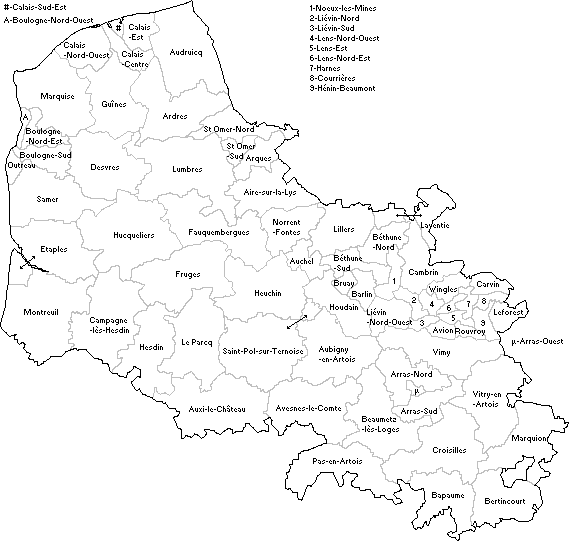
Carte du découpage cantonal de 1984

### 1991: De 68 à 77 cantons
En 1991 intervient une nouvelle modification des cantons du Pas-de-Calais. Le décret no 91-217 du 27 février 1991 portant modification et création de cantons dans le département du Pas-de-Calais crée neuf nouveaux cantons, portant ainsi à 77 le nombre total des cantons du Pas-de-Calais. Les modifications sont les suivantes :
- Le canton de Cambrin est divisé en deux cantons dénommés et délimités comme suit :
  - Le canton de Cambrin comprenant les communes d'Annequin, Auchy-les-Mines, Cambrin, Cuinchy, Festubert, Noyelles-lès-Vermelles, Richebourg et Vermelles.
  - Le canton de Douvrin comprenant les communes de Billy-Berclau, Douvrin, Givenchy-lès-la-Bassée, Haisnes et Violaines.
- Les deux cantons d'Hénin-Beaumont et de Leforest sont supprimés et remplacés par trois cantons dénommés et délimités comme suit :
  - Le canton d'Hénin-Beaumont comprenant la partie sud-est du territoire de la commune d'Hénin-Beaumont et la commune de Noyelles-Godault.
  - Le canton de Leforest comprenant les communes de Courcelles-lès-Lens, Dourges, Évin-Malmaison et Leforest.
  - Le canton de Montigny-en-Gohelle comprenant la partie nord-ouest du territoire de la commune d'Hénin-Beaumont et la commune de Montigny-en-Gohelle.
- Le canton d'Arras-Nord est divisé en deux cantons dénommés et délimités comme suit :
  - Le canton d'Arras-Nord comprenant la partie nord du territoire de la commune d'Arras et les communes d'Athies, Saint-Laurent-Blangy et Saint-Nicolas.
  - Le canton de Dainville comprenant les communes d'Acq, Anzin-Saint-Aubin, Dainville, Duisans, Écurie, Étrun, Marœuil, Mont-Saint-Éloi, Roclincourt et Sainte-Catherine-lès-Arras.
- Les deux cantons de Bruay-la-Buissière et d'Houdain sont supprimés et remplacés par trois cantons dénommés et délimités comme suit :
  - Le canton de Divion comprenant les communes de Calonne-Ricouart, Divion et Marles-les-Mines.
  - Le canton de Bruay-la-Buissière comprenant la partie nord du territoire de la commune de Bruay-la-Buissière.
  - Le canton d'Houdain comprenant la partie sud du territoire de la commune de Bruay-la-Buissière et les communes de Beugin, Camblain-Châtelain, Caucourt, Estrée-Cauchy, Fresnicourt-le-Dolmen, Gauchin-Légal, Hermin, Houdain, Maisnil-lès-Ruitz, Ourton et Rebreuve-Ranchicourt
- Les communes de Cucq et du Touquet-Paris-Plage sont détachées du canton d'Etaples et rattachées au canton de Montreuil. Ledit canton est alors divisé en deux cantons dénommés et délimités comme suit :
  - Le canton de Montreuil comprenant les communes de Beaumerie-Saint-Martin, La Calotterie, Campigneulles-les-Grandes, Campigneulles-les-Petites, Cucq, Écuires, Lépine, La Madelaine-sous-Montreuil, Merlimont, Montreuil, Nempont-Saint-Firmin, Neuville-sous-Montreuil, Saint-Aubin, Saint-Josse-sur-Mer, Sorrus, Le Touquet-Paris-Plage et Wailly-Beaucamp.
  - Le canton de Berck comprenant les communes d'Airon-Notre-Dame, Airon-Saint-Vaast, Berck, Colline-Beaumont, Conchil-le-Temple, Groffliers, Rang-du-Fliers, Tigny-Noyelle, Verton et Waben.
- Les trois cantons d'Harnes, de Lens-Est et de Lens-Nord-Est sont supprimés et remplacés par quatre cantons dénommés et délimités comme suit :
  - Le canton d'Harnes comprenant les communes d'Estevelles, Harnes et Pont-à-Vendin.
  - Le canton de Noyelles-sous-Lens comprenant les communes de Billy-Montigny, Fouquières-lès-Lens et Noyelles-sous-Lens.
  - Le canton de Lens-Nord-Est comprenant la partie nord-est du territoire de la commune de Lens et les communes d'Annay et Loison-sous-Lens.
  - Le canton de Lens-Est comprenant la partie sud-est du territoire de la commune de Lens et la commune de Sallaumines.
- La commune de Mazingarbe est détachée du canton de Liévin-Nord et rattachée au canton de Liévin-Nord-Ouest. Ledit canton est alors divisé en deux cantons dénommés et délimités comme suit :
  - Le canton de Sains-en-Gohelle comprenant les communes d'Aix-Noulette, Bouvigny-Boyeffles, Gouy-Servins, Hersin-Coupigny, Sains-en-Gohelle et Servins.
  - Le canton de Bully-les-Mines comprenant les communes de Bully-les-Mines et Mazingarbe.
- Les deux cantons de Béthune-Nord et de Béthune-Sud sont supprimés et remplacés par trois cantons dénommés et délimités comme suit :
  - Le canton de Béthune-Est comprenant la partie est du territoire de la commune de Béthune et les communes de La Couture, Essars, Hinges, Locon et Vieille-Chapelle.
  - Le canton de Béthune-Nord comprenant la partie nord-ouest du territoire de la commune de Béthune et les communes d'Annezin, Chocques, Oblinghem, Vendin-lès-Béthune et Verquigneul.
  - Le canton de Béthune-Sud comprenant la partie sud-est du territoire de la commune de Béthune et les communes d'Allouagne, Fouquereuil, Fouquières-lès-Béthune, Labeuvrière, Lapugnoy et Verquin.
- Les deux cantons d'Outreau et de Boulogne-sur-Mer-Sud sont supprimés et remplacés par trois cantons dénommés et délimités comme suit :
  - Le canton de Boulogne-sur-Mer-Sud comprenant la partie sud-est du territoire de la commune de Boulogne-sur-Mer et les communes de Baincthun, Echinghen, Saint-Martin-Boulogne et La Capelle-lès-Boulogne.
  - Le canton d'Outreau comprenant les communes d'Équihen-Plage et Outreau.
  - Le canton du Portel comprenant la partie sud-ouest du territoire de la commune de Boulogne-sur-Mer et la commune du Portel.

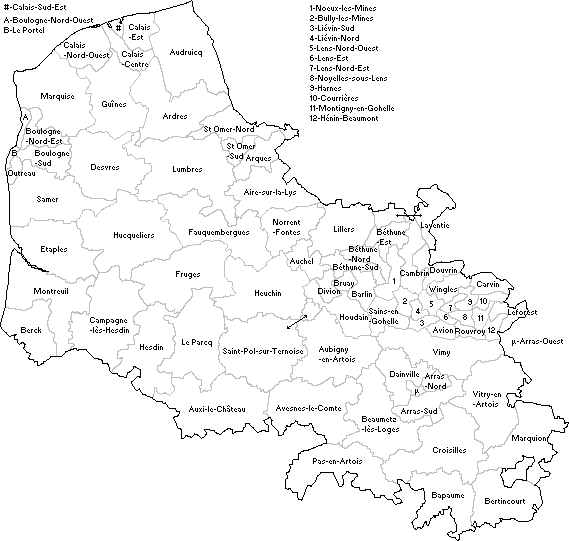
Carte du découpage cantonal de 1991

## Redécoupage cantonal de 2014
Dans la poursuite de la réforme territoriale engagée en 2010, l'Assemblée nationale adopte définitivement le 17 avril 2013 la réforme du mode de scrutin pour les élections départementales destinée à garantir la parité hommes/femmes. Les lois (loi organique 2013-402 et loi 2013-403) sont promulguées le 17 mai 2013. Un nouveau découpage territorial est défini par décret du 24 février 2014 pour le département du Pas-de-Calais. Celui-ci entre en vigueur lors du premier renouvellement général des assemblées départementales suivant la publication du décret, prévu en mars 2015, remplaçant les élections cantonales de 2014 et 2017. Les conseillers départementaux sont élus au scrutin majoritaire binominal mixte. Les électeurs de chaque canton éliront au Conseil départemental, nouvelle appellation des Conseils généraux, deux membres de sexe différent, qui se présenteront en binôme de candidats. Les conseillers départementaux seront élus pour 6 ans au scrutin binominal majoritaire à deux tours, l'accès au second tour nécessitant 10 % des inscrits au 1er tour. En outre la totalité des conseillers départementaux est renouvelée.
Ce nouveau mode de scrutin nécessite un redécoupage des cantons dont le nombre est divisé par deux avec arrondi à l'unité impaire supérieure si ce nombre n'est pas entier impair et avec des conditions de seuils minimaux. Dans le Pas-de-Calais le nombre de cantons passe ainsi de 77 à 39.
Les critères du remodelage cantonal sont les suivants : le territoire de chaque canton doit être défini sur des bases essentiellement démographiques, le territoire de chaque canton doit être continu et les communes de moins de 3 500 habitants sont entièrement comprises dans le même canton. Il n’est fait référence, ni aux limites des arrondissements, ni à celles des circonscriptions législatives.
Conformément à de multiples décisions du Conseil constitutionnel depuis 1985 et notamment  sa décision no 2010-618 DC du 9 décembre 2010,  il est admis que le principe d’égalité des électeurs au regard des critères démographiques est respecté lorsque le ratio conseiller/habitant de la circonscription est compris dans une fourchette de 20 % de part et d'autre du ratio moyen conseiller/habitant du département. Pour le département du Pas-de-Calais, la population de référence est la population légale en vigueur au 1er janvier 2013, à savoir la population millésimée 2010, soit 1 461 387 habitants. Avec 39 cantons la population moyenne par conseiller départemental est de 37 471 habitants. Ainsi la population de chaque nouveau canton doit-elle être comprise entre 29 977 habitants et 44 966 habitants pour respecter le principe de l'égalité citoyenne au vu des critères démographiques.

### Composition détaillée
| N° | Nom du Canton          | Bureau centralisateur  | Population : | Nombre de communes            | Communes composant le canton |
| -- | ---------------------- | ---------------------- | ------------ | ----------------------------- | --- |
| 1  | Aire-sur-la-Lys        | Aire-sur-la-Lys        | 29 400       | 17                            | Aire-sur-la-Lys, Blessy, Estrée-Blanche, Guarbecque, Isbergues, Lambres, Liettres, Ligny-lès-Aire, Linghem, Mazinghem, Quernes, Rely, Rombly, Roquetoire, Saint-Hilaire-Cottes, Witternesse, Wittes. |
| 2  | Arras-1                | Arras                  | 36 343       | 12 + fraction Arras           | 1) Les communes suivantes : Acq, Anzin-Saint-Aubin, Beaumetz-lès-Loges, Dainville, Écurie, Étrun, Marœuil, Mont-Saint-Éloi, Neuville-Saint-Vaast, Roclincourt, Sainte-Catherine, Wailly. 2) La partie de la commune d'Arras située à l'ouest d'une ligne définie par l'axe des voies et limites suivantes : depuis la limite territoriale de la commune d'Achicourt, rue Grigny, rue Adam-de-la-Halle, boulevard Crespel, rue Sainte-Claire, rue d'Amiens, boulevard du Président-Allende, boulevard Georges-Besnier, rond-point Baudimont, rue de la Croix-de-Grès, jusqu'à la limite territoriale de la commune de Sainte-Catherine. |
| 3  | Arras-2                | Arras                  | 36 657       | 11 + fraction Arras           | 1) Les communes suivantes : Athies, Bailleul-Sir-Berthoult, Fampoux, Farbus, Feuchy, Gavrelle, Monchy-le-Preux, Saint-Laurent-Blangy, Saint-Nicolas, Thélus, Willerval. 2) La partie de la commune d'Arras située au nord d'une ligne définie par l'axe des voies et limites suivantes : depuis la limite territoriale de la commune de Sainte-Catherine, rue de la Croix-de-Grès, rond-point Baudimont, boulevard Georges-Besnier, boulevard du Président-Allende, rue d'Amiens, rue Sainte-Claire, boulevard Crespel, cours de Verdun, rue Aristide-Briand, boulevard Carnot, avenue du Maréchal-Leclerc, pont Leclerc, rue Émile-Breton, rue Alexandre-Georges, rue Clusius, rue de Cambrai, jusqu'à la limite territoriale de la commune de Tilloy-lès-Mofflaines. |
| 4  | Arras-3                | Arras                  | 32 592       | 15 + fraction Arras           | 1) Les communes suivantes : Achicourt, Agny, Beaurains, Boiry-Becquerelle, Boisleux-au-Mont, Boisleux-Saint-Marc, Boyelles, Guémappe, Héninel, Hénin-sur-Cojeul, Mercatel, Neuville-Vitasse, Saint-Martin-sur-Cojeul, Tilloy-lès-Mofflaines, Wancourt. 2) La partie de la commune d'Arras non incluse dans les cantons d'Arras-1 et d'Arras-2. |
| 5  | Auchel                 | Auchel                 | 34 928       | 9                             | Auchel, Calonne-Ricouart, Camblain-Châtelain, Cauchy-à-la-Tour, Diéval, Divion, Lozinghem, Marles-les-Mines, Ourton. |
| 6  | Auxi-le-Château        | Auxi-le-Château        | 34 167       | 84                            | Aix-en-Issart, Aubin-Saint-Vaast, Auchy-lès-Hesdin, Auxi-le-Château, Azincourt, Béalencourt, Beaurainville, Beauvoir-Wavans, Blangy-sur-Ternoise, Blingel, Boffles, Boisjean, Boubers-lès-Hesmond, Brévillers, Brimeux, Buire-au-Bois, Buire-le-Sec, Campagne-lès-Hesdin, Capelle-lès-Hesdin, Caumont, Cavron-Saint-Martin, Chériennes, Contes, Douriez, Éclimeux, Fillièvres, Fontaine-l'Étalon, Fresnoy, Galametz, Gennes-Ivergny, Gouy-Saint-André, Grigny, Guigny, Guisy, Haravesnes, Hesdin, Hesmond, Huby-Saint-Leu, Incourt, Labroye, Lespinoy, La Loge, Loison-sur-Créquoise, Maintenay, Maisoncelle, Marant, Marconne, Marconnelle, Marenla, Maresquel-Ecquemicourt, Marles-sur-Canche, Mouriez, Neulette, Nœux-lès-Auxi, Noyelles-lès-Humières, Offin, Le Parcq, Bouin-Plumoison, Le Ponchel, Le Quesnoy-en-Artois, Quœux-Haut-Maînil, Raye-sur-Authie, Regnauville, Rollancourt, Rougefay, Roussent, Saint-Denœux, Saint-Georges, Saint-Rémy-au-Bois, Sainte-Austreberthe, Saulchoy, Sempy, Tollent, Tortefontaine, Tramecourt, Vacqueriette-Erquières, Vaulx, Vieil-Hesdin, Villers-l'Hôpital, Wail, Wambercourt, Wamin, Willeman, Willencourt. |
| 7  | Avesnes-le-Comte       | Avesnes-le-Comte       | 38 417       | 108                           | Adinfer, Agnez-lès-Duisans, Agnières, Ambrines, Amplier, Aubigny-en-Artois, Avesnes-le-Comte, Bailleul-aux-Cornailles, Bailleulmont, Bailleulval, Barly, Basseux, Bavincourt, Beaudricourt, Beaufort-Blavincourt, Berlencourt-le-Cauroy, Berles-au-Bois, Berles-Monchel, Berneville, Béthonsart, Bienvillers-au-Bois, Blairville, Boiry-Saint-Martin, Boiry-Sainte-Rictrude, Cambligneul, Camblain-l'Abbé, Canettemont, Capelle-Fermont, La Cauchie, Chelers, Couin, Coullemont, Couturelle, Denier, Duisans, Estrée-Wamin, Famechon, Ficheux, Foncquevillers, Fosseux, Frévillers, Frévin-Capelle, Gaudiempré, Givenchy-le-Noble, Gommecourt, Gouves, Gouy-en-Artois, Grand-Rullecourt, Grincourt-lès-Pas, Habarcq, Halloy, Hannescamps, Haute-Avesnes, Hauteville, Hébuterne, Hendecourt-lès-Ransart, Hénu, La Herlière, Hermaville, Houvin-Houvigneul, Humbercamps, Ivergny, Izel-lès-Hameau, Lattre-Saint-Quentin, Liencourt, Lignereuil, Magnicourt-en-Comte, Magnicourt-sur-Canche, Maizières, Manin, Mingoval, Monchiet, Monchy-au-Bois, Mondicourt, Montenescourt, Noyellette, Noyelle-Vion, Orville, Pas-en-Artois, Penin, Pommera, Pommier, Puisieux, Ransart, Rebreuve-sur-Canche, Rebreuviette, Rivière, Sailly-au-Bois, Saint-Amand, Sars-le-Bois, Sarton, Saulty, Savy-Berlette, Simencourt, Sombrin, Souastre, Le Souich, Sus-Saint-Léger, Thièvres, Tilloy-lès-Hermaville, Tincques, Villers-Brûlin, Villers-Châtel, Villers-Sir-Simon, Wanquetin, Warlincourt-lès-Pas, Warlus, Warluzel |
| 8  | Avion                  | Avion                  | 39 434       | 4                             | Acheville, Avion, Méricourt, Sallaumines. |
| 9  | Bapaume                | Bapaume                | 35 766       | 75                            | Ablainzevelle, Achiet-le-Grand, Achiet-le-Petit, Avesnes-lès-Bapaume, Ayette, Bancourt, Bapaume, Baralle, Barastre, Beaulencourt, Beaumetz-lès-Cambrai, Béhagnies, Bertincourt, Beugnâtre, Beugny, Biefvillers-lès-Bapaume, Bihucourt, Bourlon, Bucquoy, Buissy, Bullecourt, Bus, Chérisy, Courcelles-le-Comte, Croisilles, Douchy-lès-Ayette, Écourt-Saint-Quentin, Écoust-Saint-Mein, Épinoy, Ervillers, Favreuil, Fontaine-lès-Croisilles, Frémicourt, Gomiécourt, Graincourt-lès-Havrincourt, Grévillers, Hamelincourt, Haplincourt, Havrincourt, Hermies, Inchy-en-Artois, Lagnicourt-Marcel, Lebucquière, Léchelle, Ligny-Thilloy, Marquion, Martinpuich, Metz-en-Couture, Morchies, Morval, Mory, Moyenneville, Neuville-Bourjonval, Noreuil, Oisy-le-Verger, Palluel, Pronville, Quéant, Riencourt-lès-Bapaume, Rocquigny, Rumaucourt, Ruyaulcourt, Sains-lès-Marquion, Saint-Léger, Sapignies, Le Sars, Sauchy-Cauchy, Sauchy-Lestrée, Le Transloy, Trescault, Vaulx-Vraucourt, Vélu, Villers-au-Flos, Warlencourt-Eaucourt, Ytres. |
| 10 | Berck                  | Berck                  | 34 448       | 31                            | Airon-Notre-Dame, Airon-Saint-Vaast, Attin, Beaumerie-Saint-Martin, Berck, Bernieulles, Beutin, La Calotterie, Campigneulles-les-Grandes, Campigneulles-les-Petites, Colline-Beaumont, Conchil-le-Temple, Écuires, Estrée, Estréelles, Groffliers, Hubersent, Inxent, Lépine, La Madelaine-sous-Montreuil, Montcavrel, Montreuil, Nempont-Saint-Firmin, Neuville-sous-Montreuil, Rang-du-Fliers, Recques-sur-Course, Sorrus, Tigny-Noyelle, Verton, Waben, Wailly-Beaucamp. |
| 11 | Béthune                | Béthune                | 41 888       | 7                             | Annezin, Béthune, Chocques, Labeuvrière, Lapugnoy, Oblinghem, Vendin-lès-Béthune. |
| 12 | Beuvry                 | Beuvry                 | 40 526       | 13                            | Beuvry, La Couture, Essars, Fleurbaix, Hinges, Laventie, Locon, Neuve-Chapelle, Richebourg, Sailly-sur-la-Lys, Verquigneul, Verquin, Vieille-Chapelle. |
| 13 | Boulogne-sur-Mer-1     | Boulogne-sur-Mer       | 35 617       | 6 + fraction Boulogne-sur-Mer | 1) Les communes suivantes : La Capelle-lès-Boulogne, Conteville-lès-Boulogne, Pernes-lès-Boulogne, Pittefaux, Wimereux, Wimille. 2) La partie de la commune de Boulogne-sur-Mer située au nord d'une ligne définie par l'axe des voies et limites suivantes : depuis le littoral, jetée Nord-Est, quai des Paquebots, quai Léon-Gambetta, boulevard François-Mitterrand, boulevard Daunou, rue de Perrochel, rue des Pipots, rue des Prêtres, Grande-Rue, boulevard Auguste-Mariette, Porte-Neuve, rue de la Porte-Neuve, avenue Charles-de-Gaulle, rue de la Paix, rue Louis-Duflos, rue Aristide-Briand, avenue Charles-de-Gaulle, jusqu'à la limite territoriale de la commune de Saint-Martin-Boulogne. |
| 14 | Boulogne-sur-Mer-2     | Boulogne-sur-Mer       | 39 762       | 4 + fraction Boulogne-sur-Mer | 1) Les communes suivantes : Baincthun, Echinghen, Le Portel, Saint-Martin-Boulogne. 2) La partie de la commune de Boulogne-sur-Mer non incluse dans le canton de Boulogne-sur-Mer-1. |
| 15 | Brebières              | Brebières              | 33 046       | 33                            | Arleux-en-Gohelle, Bellonne, Biache-Saint-Vaast, Boiry-Notre-Dame, Brebières, Cagnicourt, Corbehem, Dury, Étaing, Éterpigny, Fresnes-lès-Montauban, Fresnoy-en-Gohelle, Gouy-sous-Bellonne, Hamblain-les-Prés, Haucourt, Hendecourt-lès-Cagnicourt, Izel-lès-Équerchin, Neuvireuil, Noyelles-sous-Bellonne, Oppy, Pelves, Plouvain, Quiéry-la-Motte, Récourt, Rémy, Riencourt-lès-Cagnicourt, Rœux, Sailly-en-Ostrevent, Saudemont, Tortequesne, Villers-lès-Cagnicourt, Vis-en-Artois, Vitry-en-Artois. |
| 16 | Bruay-la-Buissière     | Bruay-la-Buissière     | 35 450       | 12                            | Bajus, Beugin, Bruay-la-Buissière, Caucourt, La Comté, Estrée-Cauchy, Fresnicourt-le-Dolmen, Gauchin-Légal, Hermin, Houdain, Maisnil-lès-Ruitz, Rebreuve-Ranchicourt. |
| 17 | Bully-les-Mines        | Bully-les-Mines        | 44 890       | 12                            | Ablain-Saint-Nazaire, Aix-Noulette, Angres, Bouvigny-Boyeffles, Bully-les-Mines, Carency, Gouy-Servins, Mazingarbe, Sains-en-Gohelle, Servins, Souchez, Villers-au-Bois. |
| 18 | Calais-1               | Calais                 | 36 795       | 10 + fraction Calais          | 1) Les communes suivantes : Bonningues-lès-Calais, Coquelles, Escalles, Fréthun, Hames-Boucres, Nielles-lès-Calais, Peuplingues, Pihen-lès-Guînes, Saint-Tricat, Sangatte. 2) La partie de la commune de Calais située à l'ouest d'une ligne définie par l'axe des voies et limites suivantes : depuis le littoral, ligne droite parallèle au quai Vertillard passant par l'extrémité du quai en Eau-Profonde, quai de la Marée, canal de Calais à Saint-Omer, boulevard La Fayette, boulevard Pasteur, place d'Alsace, rue des Fontinettes, ligne de chemin de fer à partir de la gare des Fontinettes le long de la rue d'Épinal, jusqu'à la limite territoriale de la commune de Coquelles. |
| 19 | Calais-2               | Calais                 | 38 532       | 25 + fraction Calais          | 1) Les communes suivantes : Alembon, Andres, Ardres, Les Attaques, Autingues, Bainghen, Balinghem, Bouquehault, Boursin, Brêmes, Caffiers, Campagne-lès-Guines, Coulogne, Fiennes, Guînes, Hardinghen, Herbinghen, Hermelinghen, Hocquinghen, Landrethun-lès-Ardres, Licques, Louches, Nielles-lès-Ardres, Rodelinghem, Sanghen. 2) La partie de la commune de Calais située au sud d'une ligne définie par l'axe des voies et limites suivantes : depuis la limite territoriale de la commune de Coquelles, ligne de chemin de fer le long de la rue d'Épinal, rampe du Four-à-Chaux, rue Crespin, rue du Four-à-Chaux, autoroute A 16, canal de Calais à Saint-Omer, ligne de chemin de fer, bretelle de l'autoroute A 16, rond-point de la Nouvelle-France, watergang du Sud, avenue Antoine-de-Saint-Exupéry, jusqu'à la limite territoriale de la commune de Marck. |
| 20 | Calais-3               | Calais                 | 38 300       | fraction Calais               | Partie de la commune de Calais non incluse dans les cantons de Calais-1 et de Calais-2. |
| 21 | Carvin                 | Carvin                 | 36 173       | 3                             | Carvin, Courrières, Libercourt. |
| 22 | Desvres                | Desvres                | 45 513       | 52                            | Alincthun, Ambleteuse, Audembert, Audinghen, Audresselles, Bazinghen, Bellebrune, Belle-et-Houllefort, Beuvrequen, Bournonville, Brunembert, Carly, Colembert, Courset, Crémarest, Desvres, Doudeauville, Ferques, Halinghen, Henneveux, Hervelinghen, Lacres, Landrethun-le-Nord, Leubringhen, Leulinghen-Bernes, Longfossé, Longueville, Lottinghen, Maninghen-Henne, Marquise, Menneville, Nabringhen, Offrethun, Quesques, Questrecques, Rety, Rinxent, Saint-Inglevert, Saint-Martin-Choquel, Samer, Selles, Senlecques, Tardinghen, Tingry, Verlincthun, Vieil-Moutier, Wacquinghen, Le Wast, Wierre-au-Bois, Wierre-Effroy, Wirwignes, Wissant. |
| 23 | Douvrin                | Douvrin                | 42 367       | 14                            | Annequin, Auchy-les-Mines, Billy-Berclau, Cambrin, Cuinchy, Douvrin, Festubert, Givenchy-lès-la-Bassée, Haisnes, Lorgies, Noyelles-lès-Vermelles, Sailly-Labourse, Vermelles, Violaines. |
| 24 | Étaples                | Étaples                | 30 636       | 15                            | Bréxent-Énocq, Camiers, Cormont, Cucq, Étaples, Frencq, Lefaux, Longvilliers, Maresville, Merlimont, Saint-Aubin, Saint-Josse, Le Touquet-Paris-Plage, Tubersent, Widehem. |
| 25 | Fruges                 | Fruges                 | 31 236       | 52                            | Ambricourt, Audincthun, Avondance, Avroult, Beaumetz-lès-Aire, Bellinghem, Bomy, Canlers, Coupelle-Neuve, Coupelle-Vieille, Coyecques, Crépy, Créquy, Delettes, Dennebrœucq, Ecques, Embry, Enquin-lez-Guinegatte, Erny-Saint-Julien, Fauquembergues, Febvin-Palfart, Fléchin, Fressin, Fruges,Heuringhem, Hézecques, Laires, Lebiez, Lugy, Mametz, Matringhem, Mencas, Merck-Saint-Liévin, Planques, Quiestède, Racquinghem, Radinghem, Reclinghem, Renty, Rimboval, Royon, Ruisseauville, Sains-lès-Fressin, Saint-Augustin, Saint-Martin-d'Hardinghem, Senlis, Thérouanne, Thiembronne, Torcy, Verchin, Vincly, Wardrecques. |
| 26 | Harnes                 | Harnes                 | 42 690       | 6                             | Billy-Montigny, Bois-Bernard, Fouquières-lès-Lens, Harnes, Noyelles-sous-Lens, Rouvroy. |
| 27 | Hénin-Beaumont-1       | Hénin-Beaumont         | 34 873       | 3 + fraction Hénin-Beaumont   | 1) Les communes suivantes : Dourges, Montigny-en-Gohelle, Oignies. 2) La partie de la commune d'Hénin-Beaumont située au nord d'une ligne définie par l'axe des voies et limites suivantes : depuis la limite territoriale de la commune de Dourges, rue de Dourges, rue Léon-Pruvot, rue Élie-Gruyelle, rue Jean-Jacques-Rousseau, rue Jules-Guesde, rue des Girondins, rue Voltaire, boulevard du Maréchal-Juin, rue Robert-Aylé, boulevard Gabriel-Péri, boulevard du Président-Salvador-Allende, jusqu'à la limite territoriale de la commune de Montigny-en-Gohelle. |
| 28 | Hénin-Beaumont-2       | Hénin-Beaumont         | 45 579       | 5 + fraction Hénin-Beaumont   | 1) Les communes suivantes : Courcelles-lès-Lens, Drocourt, Évin-Malmaison, Leforest, Noyelles-Godault. 2) La partie de la commune d'Hénin-Beaumont non incluse dans le canton d'Hénin-Beaumont-1. |
| 29 | Lens                   | Lens                   | 42 443       | 3                             | Annay, Lens, Loison-sous-Lens. |
| 30 | Liévin                 | Liévin                 | 39 258       | 4                             | Éleu-dit-Leauwette, Givenchy-en-Gohelle, Liévin, Vimy. |
| 31 | Lillers                | Lillers                | 39 463       | 22                            | Allouagne, Ames, Amettes, Auchy-au-Bois, Bourecq, Burbure, Busnes, Calonne-sur-la-Lys, Ecquedecques, Ferfay, Gonnehem, Ham-en-Artois, Lespesses, Lestrem, Lières, Lillers, Mont-Bernanchon, Norrent-Fontes, Robecq, Saint-Floris, Saint-Venant, Westrehem. |
| 32 | Longuenesse            | Longuenesse            | 32 545       | 7                             | Arques, Blendecques, Campagne-lès-Wardrecques, Hallines, Helfaut, Longuenesse, Wizernes. |
| 33 | Lumbres                | Lumbres                | 32 569       | 60                            | Acquin-Westbécourt, Affringues, Aix-en-Ergny, Alette, Alquines, Audrehem, Avesnes, Bayenghem-lès-Seninghem, Bécourt, Beussent, Bezinghem, Bimont, Bléquin, Boisdinghem, Bonningues-lès-Ardres, Bourthes, Bouvelinghem, Campagne-lès-Boulonnais, Clenleu, Clerques, Cléty, Coulomby, Dohem, Elnes, Enquin-sur-Baillons, Ergny, Escœuilles, Esquerdes, Haut-Loquin, Herly, Hucqueliers, Humbert, Journy, Ledinghem, Leulinghem, Lumbres, Maninghem, Nielles-lès-Bléquin, Ouve-Wirquin, Parenty, Pihem, Preures, Quelmes, Quercamps, Quilen, Rebergues, Remilly-Wirquin, Rumilly, Saint-Michel-sous-Bois, Seninghem, Setques, Surques, Vaudringhem, Verchocq, Wavrans-sur-l'Aa, Wicquinghem, Wismes, Wisques, Zoteux, Zudausques. |
| 34 | Marck                  | Marck                  | 38 655       | 16                            | Audruicq, Guemps, Marck, Muncq-Nieurlet, Nortkerque, Nouvelle-Église, Offekerque, Oye-Plage, Polincove, Recques-sur-Hem, Ruminghem, Saint-Folquin, Saint-Omer-Capelle, Sainte-Marie-Kerque, Vieille-Église, Zutkerque. |
| 35 | Nœux-les-Mines         | Nœux-les-Mines         | 41 158       | 13                            | Barlin, Drouvin-le-Marais, Fouquereuil, Fouquières-lès-Béthune, Gosnay, Haillicourt, Hersin-Coupigny, Hesdigneul-lès-Béthune, Houchin, Labourse, Nœux-les-Mines, Ruitz, Vaudricourt. |
| 36 | Outreau                | Outreau                | 37 084       | 11                            | Condette, Dannes, Équihen-Plage, Hesdigneul-lès-Boulogne, Hesdin-l'Abbé, Isques, Nesles, Neufchâtel-Hardelot, Outreau, Saint-Étienne-au-Mont, Saint-Léonard. |
| 37 | Saint-Omer             | Saint-Omer             | 35 327       | 16                            | Bayenghem-lès-Éperlecques, Clairmarais, Éperlecques, Houlle, Mentque-Nortbécourt, Moringhem, Moulle, Nordausques, Nort-Leulinghem, Saint-Omer, Salperwick, Serques, Saint-Martin-lez-Tatinghem, Tilques, Tournehem-sur-la-Hem, Zouafques. |
| 38 | Saint-Pol-sur-Ternoise | Saint-Pol-sur-Ternoise | 32 273       | 87                            | Anvin, Aubrometz, Aumerval, Averdoingt, Bailleul-lès-Pernes, Beauvois, Bergueneuse, Bermicourt, Blangerval-Blangermont, Bonnières, Boubers-sur-Canche, Bouret-sur-Canche, Bours, Boyaval, Brias, Buneville, Conchy-sur-Canche, Conteville-en-Ternois, Croisette, Croix-en-Ternois, Écoivres, Eps, Équirre, Érin, Fiefs, Flers, Fleury, Floringhem, Fontaine-lès-Boulans, Fontaine-lès-Hermans, Fortel-en-Artois, Foufflin-Ricametz, Framecourt, Frévent, Gauchin-Verloingt, Gouy-en-Ternois, Guinecourt, Hautecloque, Héricourt, Herlincourt, Herlin-le-Sec, Hernicourt, Hestrus, Heuchin, Huclier, Humerœuille, Humières, Ligny-sur-Canche, Ligny-Saint-Flochel, Linzeux, Lisbourg, Maisnil, Marest, Marquay, Moncheaux-lès-Frévent, Monchel-sur-Canche, Monchy-Breton, Monchy-Cayeux, Monts-en-Ternois, Nédon, Nédonchel, Neuville-au-Cornet, Nuncq-Hautecôte, Œuf-en-Ternois, Ostreville, Pernes, Pierremont, Prédefin, Pressy, Ramecourt, Roëllecourt, Sachin, Sains-lès-Pernes, Saint-Michel-sur-Ternoise, Saint-Pol-sur-Ternoise, Séricourt, Sibiville, Siracourt, Tangry, Teneur, Ternas, La Thieuloye, Tilly-Capelle, Troisvaux, Vacquerie-le-Boucq, Valhuon, Wavrans-sur-Ternoise. |
| 39 | Wingles                | Wingles                | 43 384       | 9                             | Bénifontaine, Estevelles, Grenay, Hulluch, Loos-en-Gohelle, Meurchin, Pont-à-Vendin, Vendin-le-Vieil, Wingles. |
|    |                        |                        | 1 460 184    |                               | |

### Répartition par arrondissement
Contrairement à l'ancien découpage où chaque canton était inclus à l'intérieur d'un seul arrondissement, le nouveau découpage territorial s'affranchit des limites des arrondissements. Certains cantons peuvent être composés de communes appartenant à des arrondissements différents. Dans le département du Pas-de-Calais, c'est le cas de quatre cantons (Aire-sur-la-Lys, Auxi-le-Château, Fruges, Lumbres).
Le tableau suivant présente la répartition par arrondissement :
| N° | Canton                 | Arras               | Béthune | Boulogne-sur-Mer              | Montreuil | Saint-Omer | Calais               | Lens                        | Total                         |
| -- | ---------------------- | ------------------- | ------- | ----------------------------- | --------- | ---------- | -------------------- | --------------------------- | ----------------------------- |
| 1  | Aire-sur-la-Lys        |                     | 14      |                               |           | 3          |                      |                             | 17                            |
| 2  | Arras-1                | 12 + fraction Arras |         |                               |           |            |                      |                             | 12 + fraction Arras           |
| 3  | Arras-2                | 11 + fraction Arras |         |                               |           |            |                      |                             | 11 + fraction Arras           |
| 4  | Arras-3                | 15 + fraction Arras |         |                               |           |            |                      |                             | 15 + fraction Arras           |
| 5  | Auchel                 |                     | 9       |                               |           |            |                      |                             | 9                             |
| 6  | Auxi-le-Château        | 15                  |         |                               | 69        |            |                      |                             | 84                            |
| 7  | Avesnes-le-Comte       | 108                 |         |                               |           |            |                      |                             | 108                           |
| 8  | Avion                  |                     |         |                               |           |            |                      | 4                           | 4                             |
| 9  | Bapaume                | 75                  |         |                               |           |            |                      |                             | 75                            |
| 10 | Berck                  |                     |         |                               | 31        |            |                      |                             | 31                            |
| 11 | Béthune                |                     | 7       |                               |           |            |                      |                             | 7                             |
| 12 | Beuvry                 |                     | 13      |                               |           |            |                      |                             | 13                            |
| 13 | Boulogne-sur-Mer-1     |                     |         | 6 + fraction Boulogne-sur-Mer |           |            |                      |                             | 6 + fraction Boulogne-sur-Mer |
| 14 | Boulogne-sur-Mer-2     |                     |         | 4 + fraction Boulogne-sur-Mer |           |            |                      |                             | 4 + fraction Boulogne-sur-Mer |
| 15 | Brebières              | 33                  |         |                               |           |            |                      |                             | 33                            |
| 16 | Bruay-la-Buissière     |                     | 12      |                               |           |            |                      |                             | 12                            |
| 17 | Bully-les-Mines        |                     |         |                               |           |            |                      | 12                          | 12                            |
| 18 | Calais-1               |                     |         |                               |           |            | 10 + fraction Calais |                             | 10 + fraction Calais          |
| 19 | Calais-2               |                     |         |                               |           |            | 25 + fraction Calais |                             | 25 + fraction Calais          |
| 20 | Calais-3               |                     |         |                               |           |            | fraction Calais      |                             | fraction Calais               |
| 21 | Carvin                 |                     |         |                               |           |            |                      | 3                           | 3                             |
| 22 | Desvres                |                     |         | 52                            |           |            |                      |                             | 52                            |
| 23 | Douvrin                |                     | 14      |                               |           |            |                      |                             | 14                            |
| 24 | Étaples                |                     |         |                               | 15        |            |                      |                             | 15                            |
| 25 | Fruges                 |                     |         |                               | 25        | 30         |                      |                             | 55                            |
| 26 | Harnes                 |                     |         |                               |           |            |                      | 6                           | 6                             |
| 27 | Hénin-Beaumont-1       |                     |         |                               |           |            |                      | 3 + fraction Hénin-Beaumont | 3 + fraction Hénin-Beaumont   |
| 28 | Hénin-Beaumont-2       |                     |         |                               |           |            |                      | 5 + fraction Hénin-Beaumont | 5 + fraction Hénin-Beaumont   |
| 29 | Lens                   |                     |         |                               |           |            |                      | 3                           | 3                             |
| 30 | Liévin                 |                     |         |                               |           |            |                      | 4                           | 4                             |
| 31 | Lillers                |                     | 22      |                               |           |            |                      |                             | 22                            |
| 32 | Longuenesse            |                     |         |                               |           | 7          |                      |                             | 7                             |
| 33 | Lumbres                |                     |         |                               | 24        | 36         |                      |                             | 60                            |
| 34 | Marck                  |                     |         |                               |           |            | 16                   |                             | 16                            |
| 35 | Nœux-les-Mines         |                     | 13      |                               |           |            |                      |                             | 13                            |
| 36 | Outreau                |                     |         | 11                            |           |            |                      |                             | 11                            |
| 37 | Saint-Omer             |                     |         |                               |           | 17         |                      |                             | 17                            |
| 38 | Saint-Pol-sur-Ternoise | 88                  |         |                               |           |            |                      |                             | 88                            |
| 39 | Wingles                |                     |         |                               |           |            |                      | 9                           | 9                             |
|    |                        | 358                 | 104     | 74                            | 164       | 93         | 52                   | 50                          | 895                           |